# Macintosh Quadra 840AV

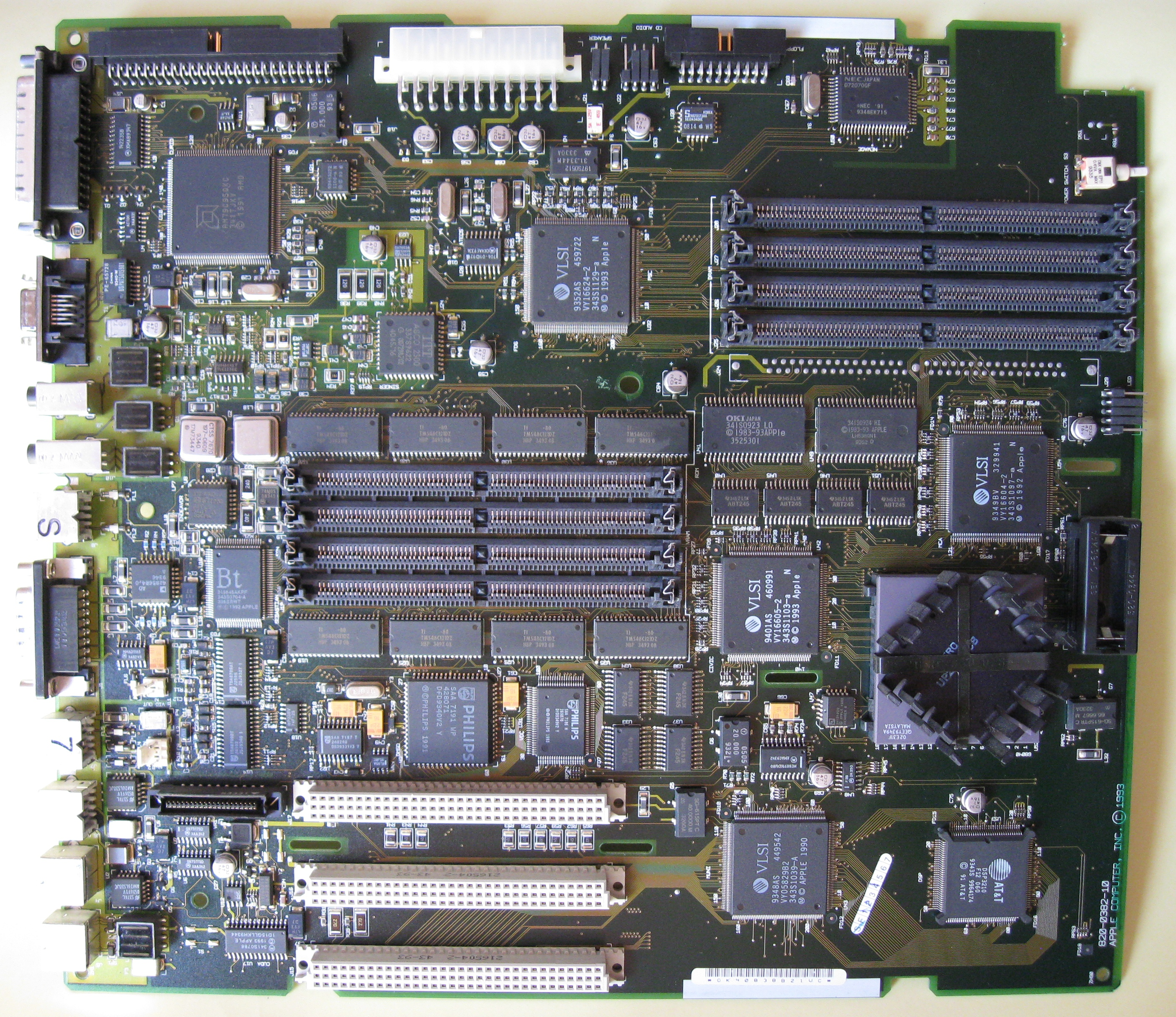
Macintosh Quadra 840AV logic board

Le Macintosh Quadra 840AV est le plus puissant ordinateur Apple basé sur la famille de processeur Motorola 68000. Sa commercialisation débuta le 29 juillet 1993 au prix de 4 200 $ pour s'achever le 18 juillet 1994.
Il était dénommé Cyclone lors de son développement. Les caractéristiques les plus marquantes sont la reconnaissance et la synthèse vocale, la capture audio et vidéo grâce à un DSP AT&T 3210 à 67 MHz intégré.

## Caractéristiques
- processeur : Motorola 68040 32 bit à 40 MHz
- second processeur : AT&T 3210 à 67 MHz
- bus système 32 bit à 40 MHz
- 8 Kio de mémoire cache de niveau 1
- mémoire morte : 2 Mio
- mémoire vive : 4 Mio, extensible jusqu'à 128 Mio
- mémoire vidéo : 1 Mio de VRAM, extensible jusqu'à 2 Mio
- résolutions graphiques supportées :
  - 512 × 384 en 24 bit
  - 640 × 400 en 24 bit
  - 640 × 480 en 16 bit (24 bit avec 2 Mio de VRAM)
  - 800 × 600 en 16 bit (24 bit avec 2 Mio de VRAM)
  - 832 × 624 en 16 bit (24 bit avec 2 Mio de VRAM)
  - 1024 × 768 en 8 bit (16 bit avec 2 Mio de VRAM)
  - 1152 × 870 en 8 bit (16 bit avec 2 Mio de VRAM)
- disque dur SCSI de 230 Mo, 500 Mo, ou 1 Go
- lecteur de disquette 1,44 Mo
- lecteur CD-ROM 2x
- ports d'extension :
  - 3 ports d'extension interne NuBus 90
  - 4 slots mémoire de type SIMM 72 broches (vitesse minimale : 60 ns)
  - 4 emplacements VRAM
- connectique :
  - 1 port ADB pour le clavier et la souris
  - 2 ports série (DB-19) pour le modem et l'imprimante
  - 1 port SCSI (DB-25)
  - 1 port Ethernet (AAUI-15)
  - entrée/sortie vidéo S-video et composite (supportent le format NTSC, PAL et SECAM)
  - entrée/sortie audio : stéréo 16 bit avec taux d'échantillonnage jusqu'à 48 kHz
- alimentation : 200 W
- poids : 11,3 kg
- dimensions : 36,0 × 19,6 × 39,6 cm
- Systèmes supportés : Système 7.1 à 8.1